# 小鴨川
小鴨川（おがもがわ）は、天神川水系の支流で鳥取県倉吉市中心部の北を流れ天神川に注ぐ一級河川である。

## 地理
大山東部の烏ヶ山に源を発し、倉吉市倉吉大橋付近で天神川に合流する。上流部は大山の火山噴出物で覆われていて、土砂流出が多い。

## 橋梁
- 大鴨(おおがも)橋
- 東（あずま）橋
- 生田(いくた)橋
- 小鴨(おがも)橋
- 出口(でぐち)橋
- 田内（たうち）橋
- 三明寺（さんみょうじ）橋
- 巌城（いわき）橋

## 災害
室戸台風で市街地のほとんどが水に浸かり、これが河川整備のきっかけとなった。

## 支流
- 国府川（こうがわ）
- 玉川 - 流域には、江戸時代から商業都市として栄え、土蔵群などが保存されている打吹玉川がある。
  - 絵下谷川（えげだに-）
- 鴨川
- 矢送川（やおくり-）